# Teteriw
Der Teteriw (ukrainisch Тетерів, russisch Тетерев Teterew) ist ein 365 km langer rechter Nebenfluss des Dnepr in der Ukraine. Er verläuft in der Dneprtiefebene und in Polesien. Er hat ein Einzugsgebiet von 15.100 km². 

## Flusslauf
Im Oberlauf fließt der Teteriw bis zur Stadt Radomyschl durch das ukrainische kristalline Massiv in einem schmalen Tal mit hohen Ufern. Im Unterlauf weitet sich das Tal des Teteriw in Polesien auf bis zu 4 km, die Breite des Flusses beträgt 40 bis zu 90 m, bevor er in den zum Kiewer Stausee aufgestauten Dnepr mündet. Der Teteriw wird überwiegend durch Schnee und Regen gespeist. In der Regel ist er von Dezember bis März zugefroren.
Die wichtigsten Nebenflüsse sind Hnylopjat, Hujwa, Sdwysch (rechts) und Irscha (links). Zu den größten Städten am Fluss gehören Schytomyr, Korostyschiw und Radomyschl.